# Cabelada
Luiz Carlos Gonçalves, mais conhecido por Cabelada (Rio de Janeiro, 9 de dezembro de 1947 – Armação dos Búzios, 13 de janeiro de 2024), foi um árbitro de futebol brasileiro.
Durante sua carreira, ele comandou mais de 400 jogos profissionais. Após aposentar-se dos gramados, foi viver na cidade de Búzios, aonde passou a trabalhar em um jornal local, o irreverente e anárquico "O Peru Molhado", como repórter esportivo, comentarista e modelo. Cobriu por esse jornal, Copas do Mundo e Olimpíadas.
Nos últimos anos de vida, além de apitar jogos amadores em campos society, representava dois clubes: o Serra Macaense e o Sociedade Esportiva de Búzios.
Morreu em 13 de janeiro de 2024 aos 76 anos, vítima de infarto segundo a família..

## Documentário
Em 2017, foi lançado um projeto de financiamento coletivo para o documentário de curta-metragem "Todo juiz é ladrão, Cabelada não", do diretor Leandro Araujo.